# 화소

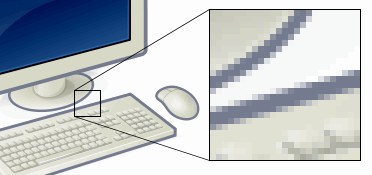
이 예는 그림의 일부를 크게 확대했을 때의 장면이다. 여기서 각 화소가 사각형으로 되어 있음을 쉽게 알아 볼 수 있다.

화소(畵素) 또는 픽셀(pixel; pictures의 축약형 pics와 element의 축약형 el, 즉 pictures element에서 유래한 혼성어)은 화면을 구성하는 가장 기본이 되는 단위이다.
디지털 이미징에서 화소는 래스터 이미지에서 주소를 지정할 수 있는 가장 작은 요소이거나 도트 매트릭스 디스플레이 장치에서 주소를 지정할 수 있는 가장 작은 요소이다. 대부분의 디지털 디스플레이 장치에서 픽셀은 소프트웨어를 통해 조작할 수 있는 가장 작은 요소이다.
각 픽셀은 원본 이미지의 샘플이다. 일반적으로 샘플이 많을수록 원본을 더 정확하게 표현한다. 각 픽셀의 강도는 다양하다. 컬러 이미징 시스템에서 색상은 일반적으로 빨간색, 녹색, 파란색 또는 청록색, 자홍색, 노란색, 검정색과 같은 3~4가지 구성 요소 강도로 표현된다.
일부 상황(예: 카메라 센서에 대한 설명)에서 픽셀은 다중 구성 요소 표현의 단일 스칼라 요소를 참조하는 반면, 다른 상황에서는 MRI와 같은 조건에서는 공간 위치에 대한 구성 요소 강도 집합을 나타낼 수 있다.
초기 소비자 컴퓨터의 소프트웨어는 육안으로 볼 수 있는 큰 픽셀이 있는 낮은 해상도로 렌더링되어야 했다. 이러한 제한 하에 만들어진 그래픽은 특히 비디오 게임과 관련하여 픽셀 아트라고 불릴 수 있다. 그러나 최신 컴퓨터와 디스플레이는 이전에 가능했던 것보다 훨씬 더 많은 픽셀을 쉽게 렌더링할 수 있으므로 메가픽셀(100만 픽셀)과 같은 대규모 측정을 사용해야 한다.

## 용어

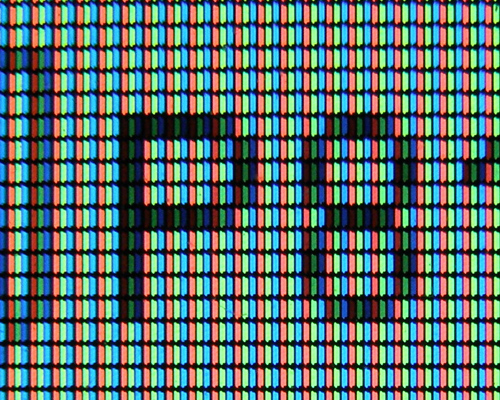
노트북의 LCD 스크린의 픽셀 디스플레이 구성요소

픽셀이라는 단어는 pix("pictures"에서 유래, 축약형 "pics")와 el("element")의 조합이다. 'el'과 유사한 구성에는 복셀(voxel)의 'volume pixel' 및 텍셀(texel)의 'texture pixel'이라는 단어가 포함된다. pix라는 단어는 영화와 관련하여 1932년 버라이어티 잡지 헤드라인에 픽처스(Pictures)라는 단어의 약어로 등장했다. 1938년에는 사진기자들이 정지 사진을 지칭할 때 "pix"를 사용했다.
"픽셀"이라는 단어는 우주 탐사선에서 달과 화성까지 스캔한 이미지의 그림 요소를 설명하기 위해 1965년 JPL의 프레데릭 C. 빌링슬리에 의해 처음 출판되었다. 빌링슬리는 팰로앨토에 있는 제너럴 프리시전 링크 디비전(General Precision Link Division)의 키스 E. 맥파랜드(Keith E. McFarland)로부터 이 단어를 배웠는데, 그는 해당 단어가 어디서 유래했는지 모른다고 말했다. 맥파랜드는 단순히 "당시 사용 중"이라고 말했다(1963년 경).
"그림 요소"의 개념은 예를 들어 폴 닙코우(Paul Nipkow)의 1888년 독일 특허에서 "Bildpunkt"(픽셀을 의미하는 독일어 단어, 문자 그대로 '그림 점')와 같은 초기 텔레비전 시대로 거슬러 올라간다. 다양한 어원에 따르면, 그림 요소라는 용어 자체가 최초로 출판된 것은 1927년 와이어리스 월드 잡지였지만, 이 용어는 이미 1911년에 제출된 다양한 미국 특허에서 이미 사용되었다.
일부 저자는 1972년부터 픽셀을 픽처 셀(picture cell)로 설명한다. 그래픽과 이미지 및 비디오 처리에서는 픽셀 대신 pel이 자주 사용된다. 예를 들어 IBM은 원래 PC에 대한 기술 참조에서 이를 사용했다.
두 번째 i로 철자를 쓰는 픽실레이션(Pixilation)은 영화의 시작으로 거슬러 올라가는 관련 없는 영화 제작 기술로, 실제 배우가 프레임별로 포즈를 취하고 사진을 찍어 스톱 모션 애니메이션을 만드는 방식이다. "정령(픽시)의 소유"를 의미하는 고대 영국 단어인 이 용어는 1950년대 초반부터 애니메이션 과정을 설명하는 데 사용되었다. 노먼 맥라렌과 그랜더 먼로를 포함한 다양한 애니메이터들이 이를 대중화한 것으로 알려져 있다.

## 표준 디스플레이 해상도
표준 디스플레이 해상도는 크게 다음과 같다.
| 이름 | 해상도 (메가픽셀) | 가로 x 세로 |
| ---- | ----------------- | ----------- |
| CGA  | 0.064             | 320×200     |
| EGA  | 0.224             | 640×350     |
| VGA  | 0.3               | 640×480     |
| SVGA | 0.5               | 800×600     |
| XGA  | 0.8               | 1024×768    |
| SXGA | 1.3               | 1280×1024   |
| UXGA | 1.9               | 1600×1200   |

## 메가픽셀

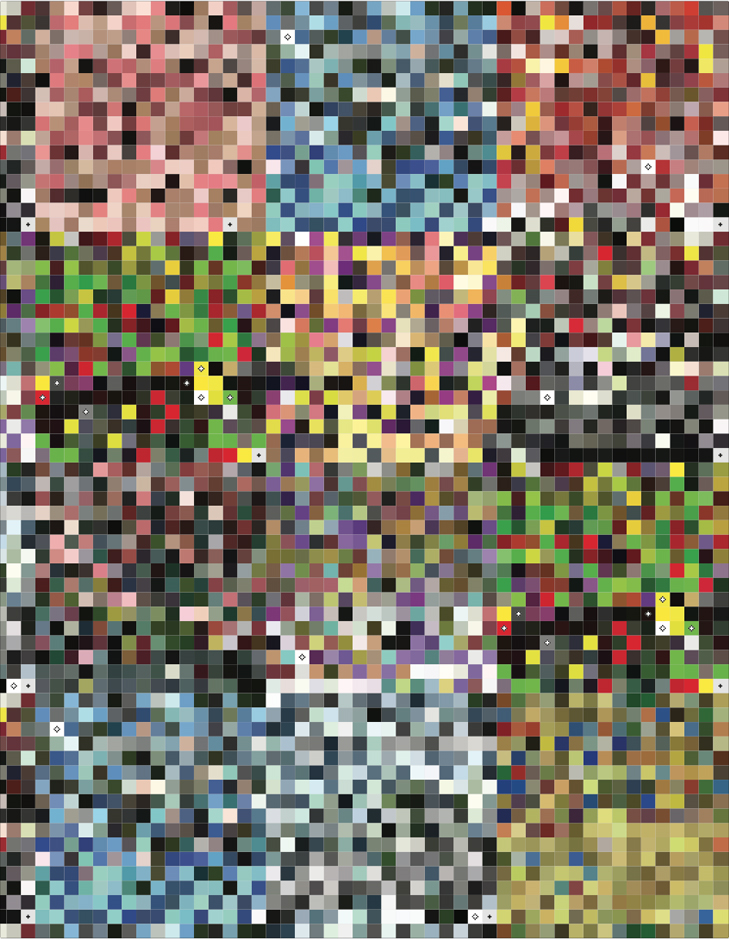
픽셀 아트

메가픽셀 (줄여서 MP, Mpx)은 100만 화소를 가리키며 영상의 화소 수만을 위한 것이 아니라 디지털 카메라의 이미지 센서 요소의 수나 디지털 디스플레이의 디스플레이 요소의 수를 나타내는 데에도 사용된다. 이를테면 1250x800 센서 요소는 1 메가픽셀 (1250 × 800 = 1,000,000)를 가진다는 말과 같다.

## 서브픽셀

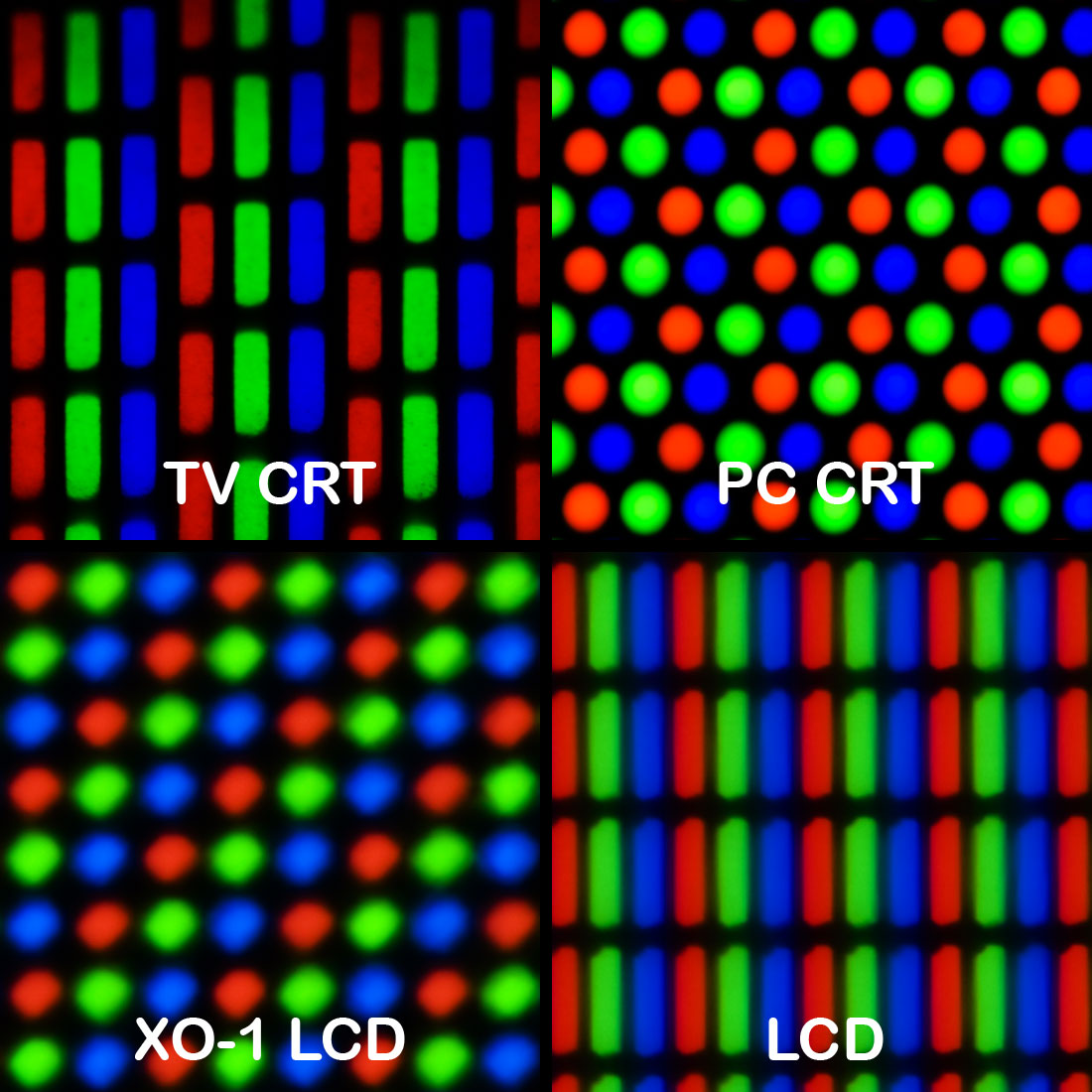
다양한 CRT 및 LCD 디스플레이의 컬러 요소의 기하학적 구조 모음; CRT 컬러 디스플레이의 형광체 점은 픽셀 또는 서브픽셀과 관련이 없다.

많은 디스플레이와 영상 획득 시스템들은 여러 이유로, 다른 색의 채널들을 하나의 소재에서 보여 주거나 인지할 수 없다. 따라서 화소 그리드는 표시되는 단일의 색 영역이나, 일정한 거리에서 보이는 느낄 수 있는 색으로 나뉘게 된다.

## 앤티에일리어싱
컴퓨터 화면에서는 화소 단위보다 세세하게 표현할 수 없다. 벡터가 아닌 비트맵 방식의 사진이나 그림을 확대하면 거칠게 각져서 두드러진 화소를 볼 수 있다. 이러한 현상을 줄이기 위해, 화소의 모서리를 주변의 색과 비슷하게 바꾸어 색을 매끄럽게 바꾸는 것을 앤티에일리어싱(anti-aliasing)이라고 한다.

## 같이 보기
- 앤티에일리어싱
- 클리어타입
- 불량 화소
- 픽셀 아트